# Kirchenburg St. Marien

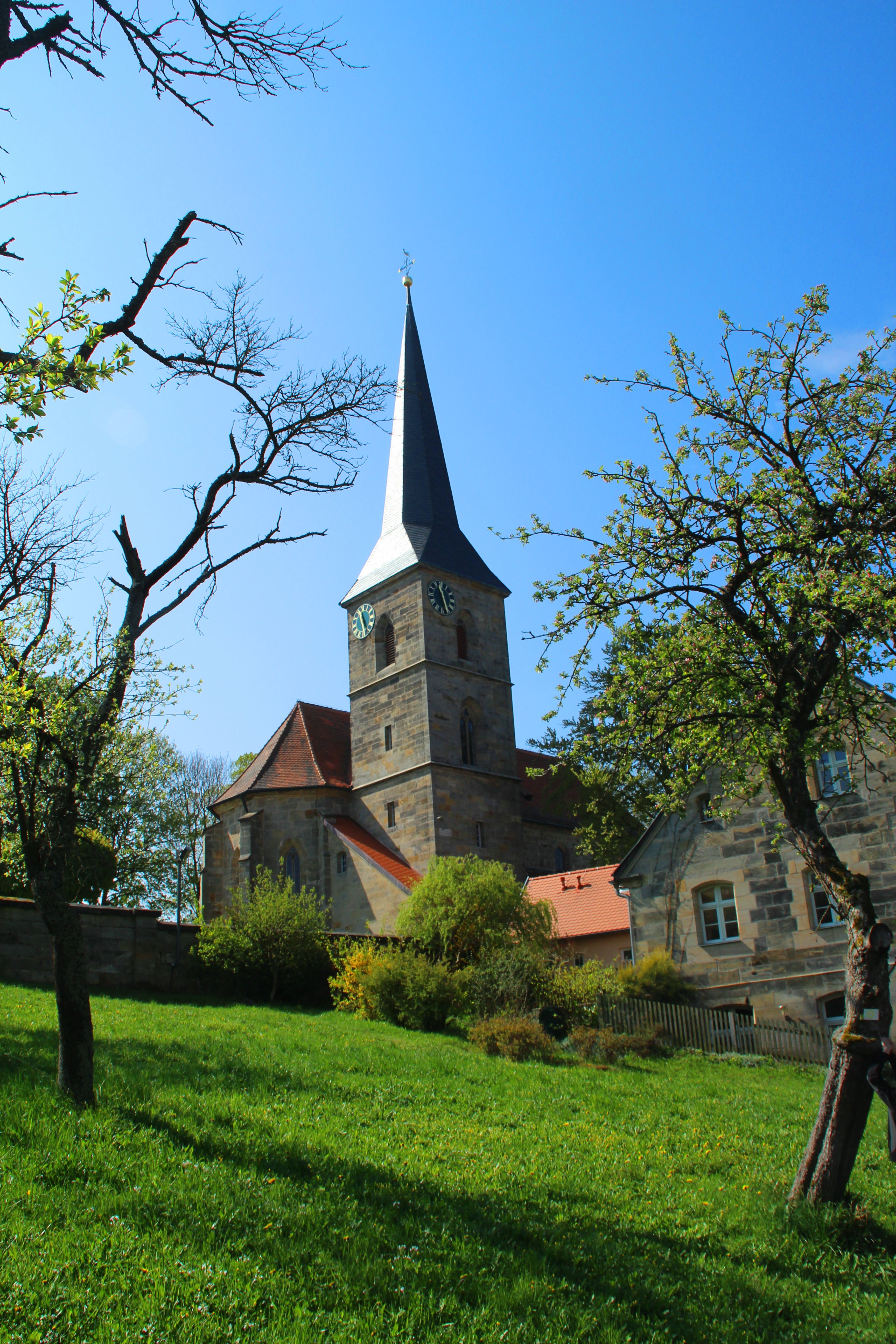
Wehrkirche Gesees

Die Kirchenburg St. Marien zum Gesees ist eine ehemalige Wehrkirche und heutige evangelisch-lutherische Pfarrkirche von Gesees im oberfränkischen Landkreis Bayreuth.

## Lage
Die Anlage steht oberhalb des Ortes Gesees in weithin sichtbarer Lage am Hang des Sophienbergs (früher Culmberg). Der Weg von Gesees aus hinauf zur Burg führt durch einen alten Obstgarten. Der schwierige Untergrund (Lias-Thon) machte 1979 – auch aufgrund der Abholzung des früheren Eichenbestandes – eine neuzeitliche Pfahlgründung notwendig.

## Geschichte

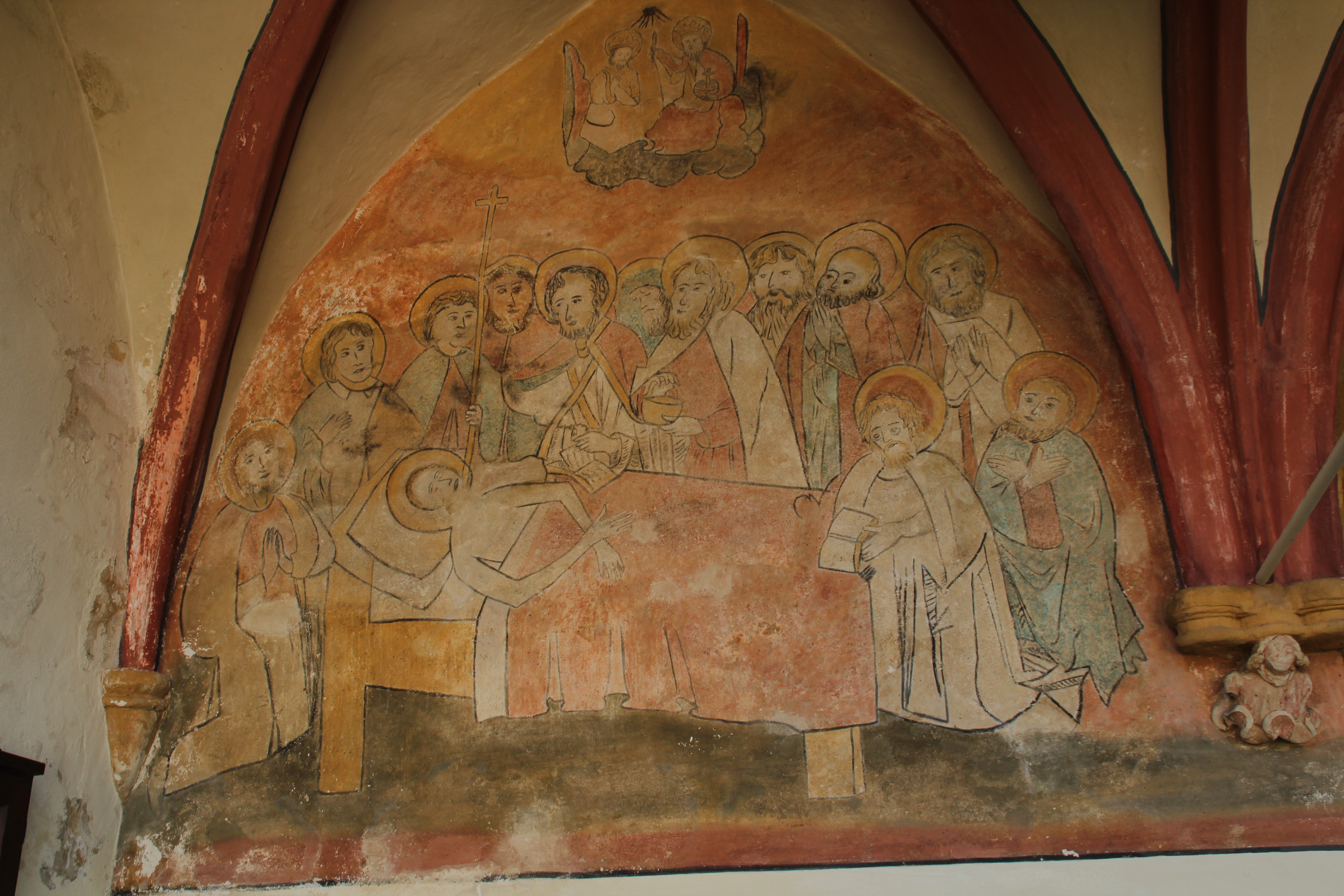
Fresko der Vorhalle

Kirche im Jahr 1908 nach dem Abbruch des Turms

Bereits in vorchristlicher-slawischer Zeit wurde die Anhöhe als Kultstätte benutzt. Früheste Fundamentreste stammen aus karolingischer Zeit um 800 und der Spätromanik (etwa 1250). Die Kirche wurde 1080 zum ersten Mal urkundlich erwähnt. Ab dem 11. Jahrhundert ist eine Marienwallfahrt nachweisbar. Durch die Reformation 1528 wurde diese Tradition beendet. Von dieser Zeit künden neben dem alten Wallfahrtsweg aus Sandsteinplatten noch die wieder freigelegten gotischen Fresken in der Vorhalle und weitere innerhalb der Kirche. Das ehemalige Wallfahrtsbild verschwand 1806 mit den Truppen Napoleons.
Eine Erweiterung erfolgte 1410. In den Hussitenkriegen wurde die Kirche 1430 schwer beschädigt und bis 1441 als starke Wehrkirche wieder aufgebaut. Die Familie Heerdegen vom Culmberg (heute Sophienberg) war hieran beteiligt. Aufgrund der damals errichteten zehn Turmspitzen und der weiten Sichtbarkeit nannte man sie auch „Krone des Hummelgaus“.
Renovierungen, die auch zum Verlust der meisten Wehranlagen führten, erfolgten in den Jahren 1741, 1807, 1830 und 1979. Anfang des 20. Jahrhunderts musste der Kirchturm wegen Baufälligkeit abgebrochen werden. Im Jahr 1909 wurde an seiner Stelle der heutige Turm errichtet.

## Bauwerke

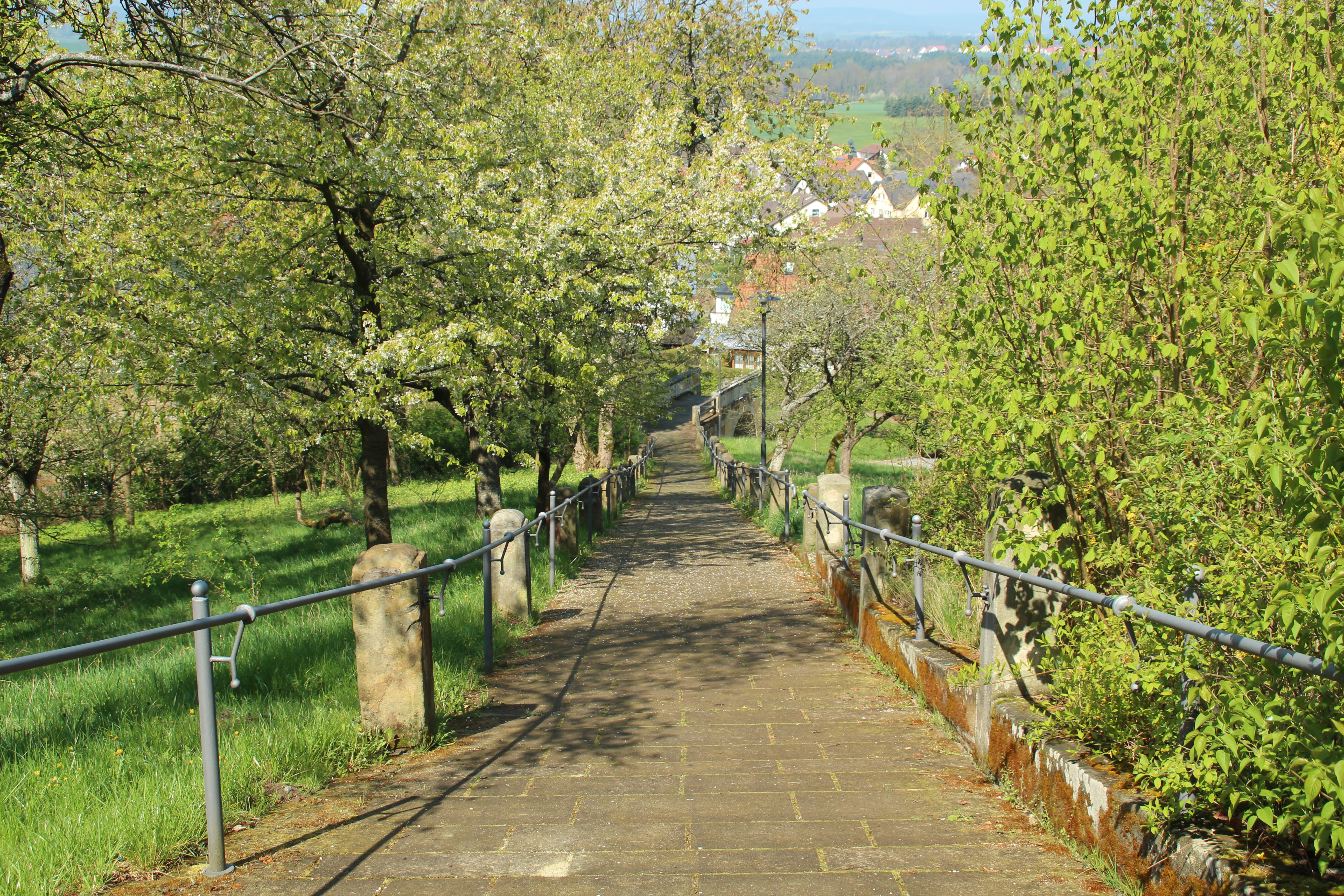
Wallfahrtsweg

### Kantoratsgebäude
Im Kirchenvorhof steht das Kantoratsgebäude von 1707 und 1859. Früher wurde es als Schulhaus genutzt. Durch diesen Bau wurde die allmähliche Abtragung der Kirchenburg gefördert.

### Kirchweg
Der ehemalige Wallfahrtsweg führt von der Wandergasse über eine Brücke und durch einen alten Obstgarten bis in die Kirche hinein. Er ist noch aus historischer Zeit mit Sandsteinplatten belegt. Auch heute wird er noch als Gottesdienstweg und Passionsweg (Gründonnerstag) genutzt.

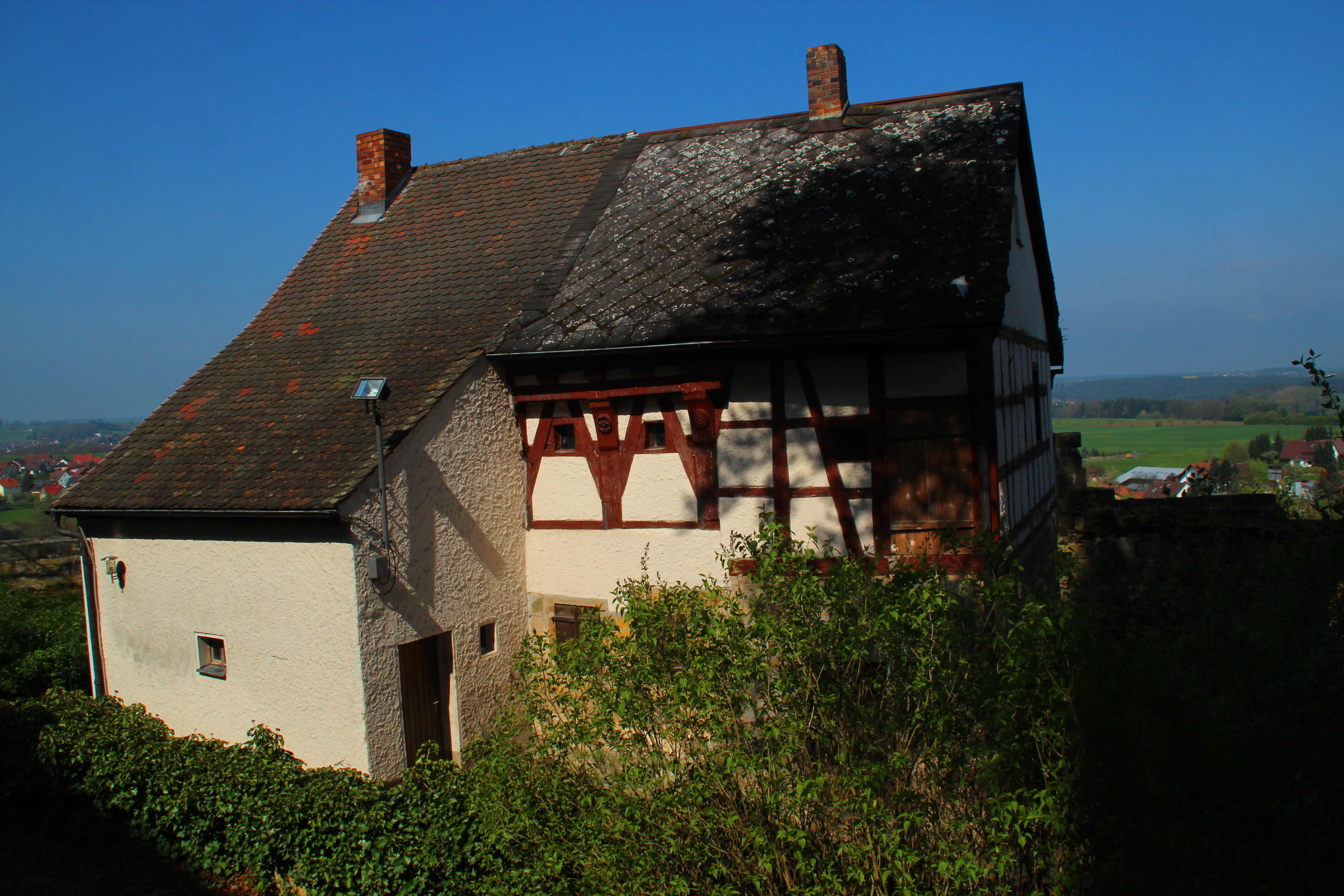
Glockenhaus

#### Glockenhaus
Das Glockenhaus beherbergte die Glocken vor der Erbauung des Turmes. Es wurde 1462 in Eisenfachwerk ohne Nägel errichtet. Später wurde es als Mesnerwohnhaus verwendet.

### Kirche

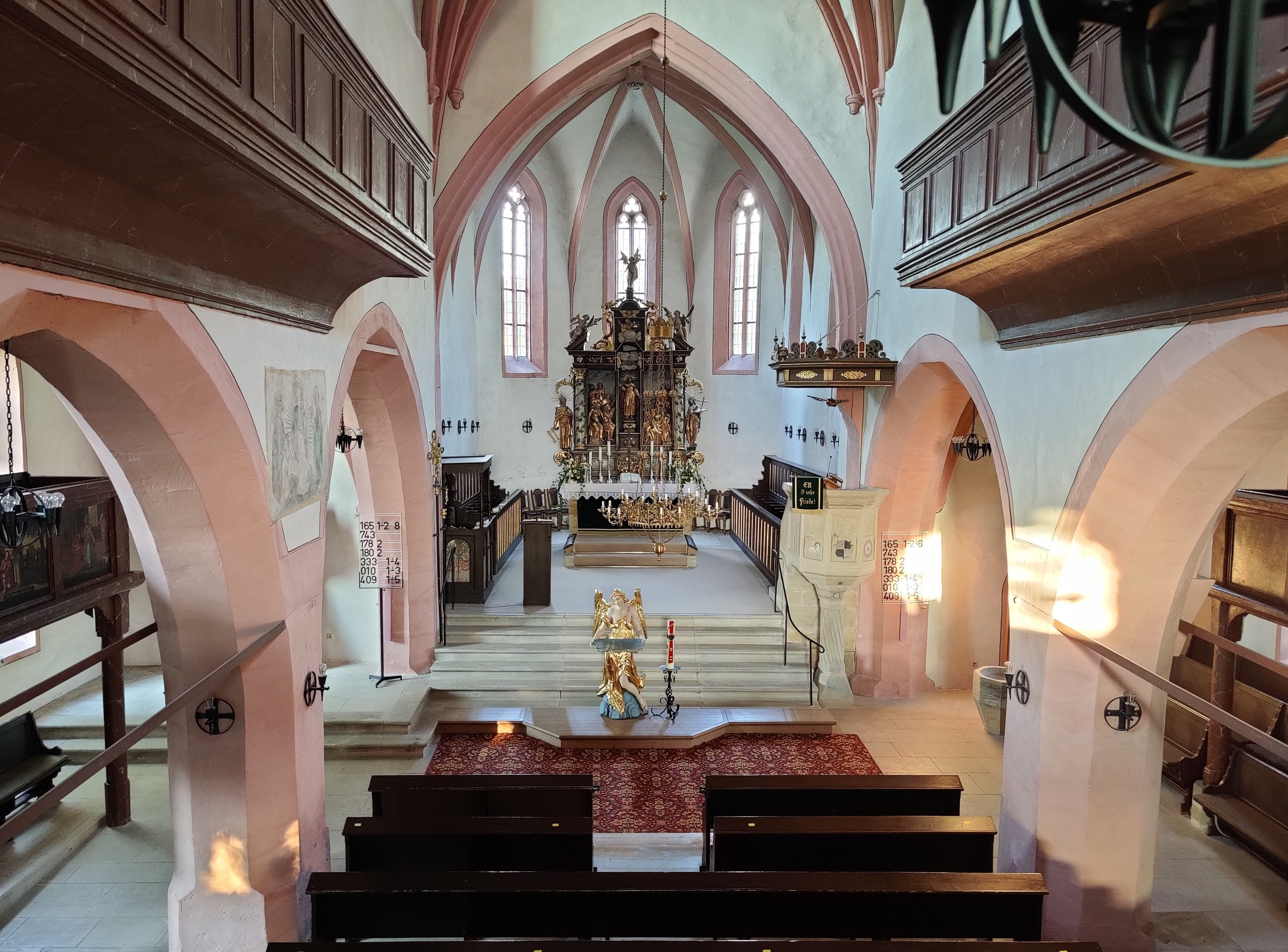
Innenraum (2021)

In einem gotischen Steinmetzgewölbe befindet sich eine weitgehend barocke Ausstattung. Die Steinkanzel mit Renaissance-Schalldeckel (1628) stammt von 1562. Der frühbarocke Altar wurde 1670–1673 geschaffen. Die Seitenemporen wurden erst nach der Reformation eingebaut. Bemerkenswert sind außen viele vermauerte Fenster und Zugänge, die auf eine rege Bautätigkeit und die Verwendung der alten Substanz schließen lassen.

#### Glocken
Die älteste Glocke ist von 1306, die weiteren stammen aus den Jahren 1417 und 1955.

### Wehranlage
Von der Wehranlage haben sich nur Teile der Umfassungsmauer und ein Wehrtürmchen erhalten. Das ehemalige Zugangstor beim Glockenhaus ist in seiner gotischen Gestalt noch gut erkennbar. Die früheren Ecktürmchen des Fünfknopfturmes wurden bei einer Renovierung zu Beginn des 20. Jahrhunderts nicht wieder angebracht.

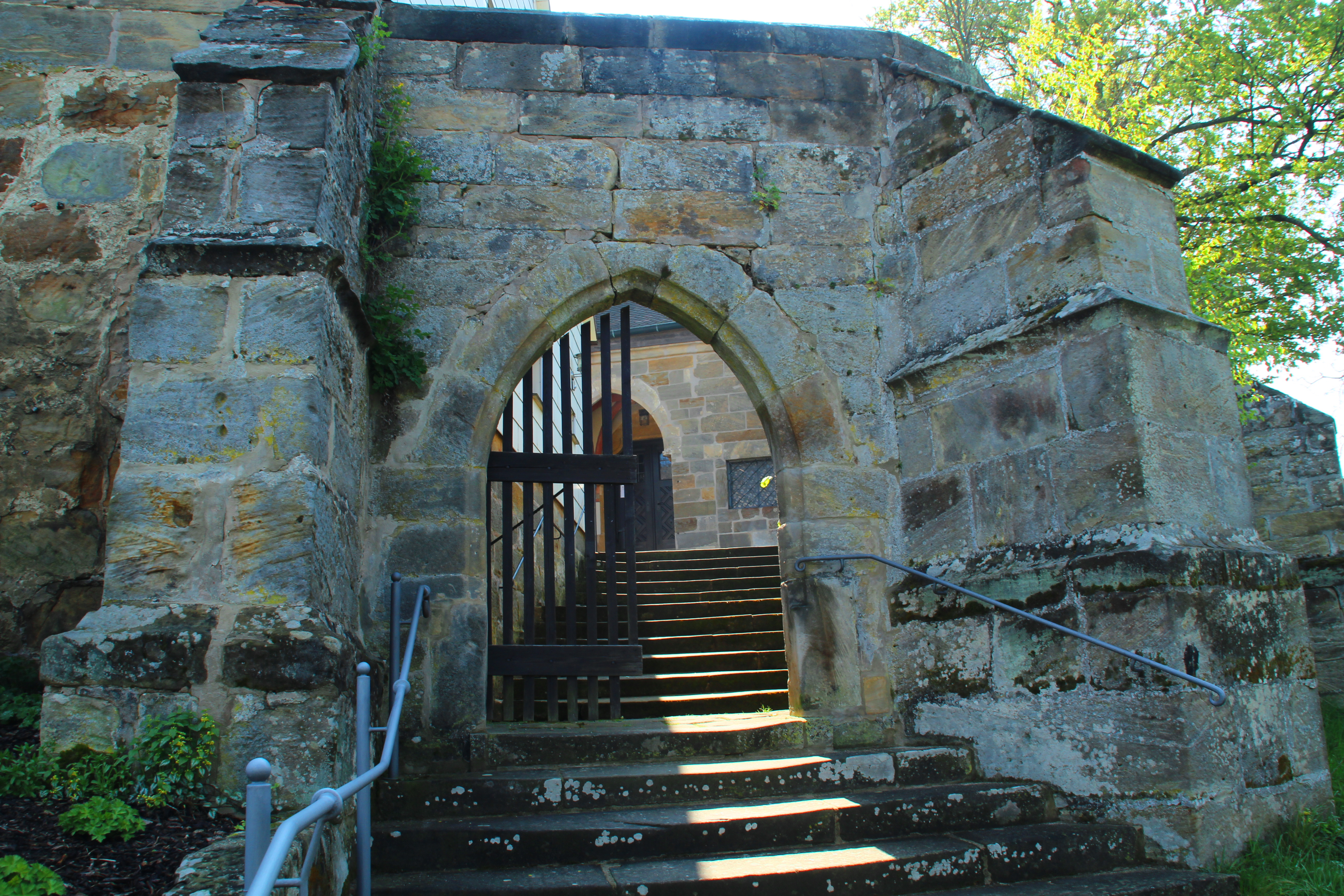
Eingangsportal
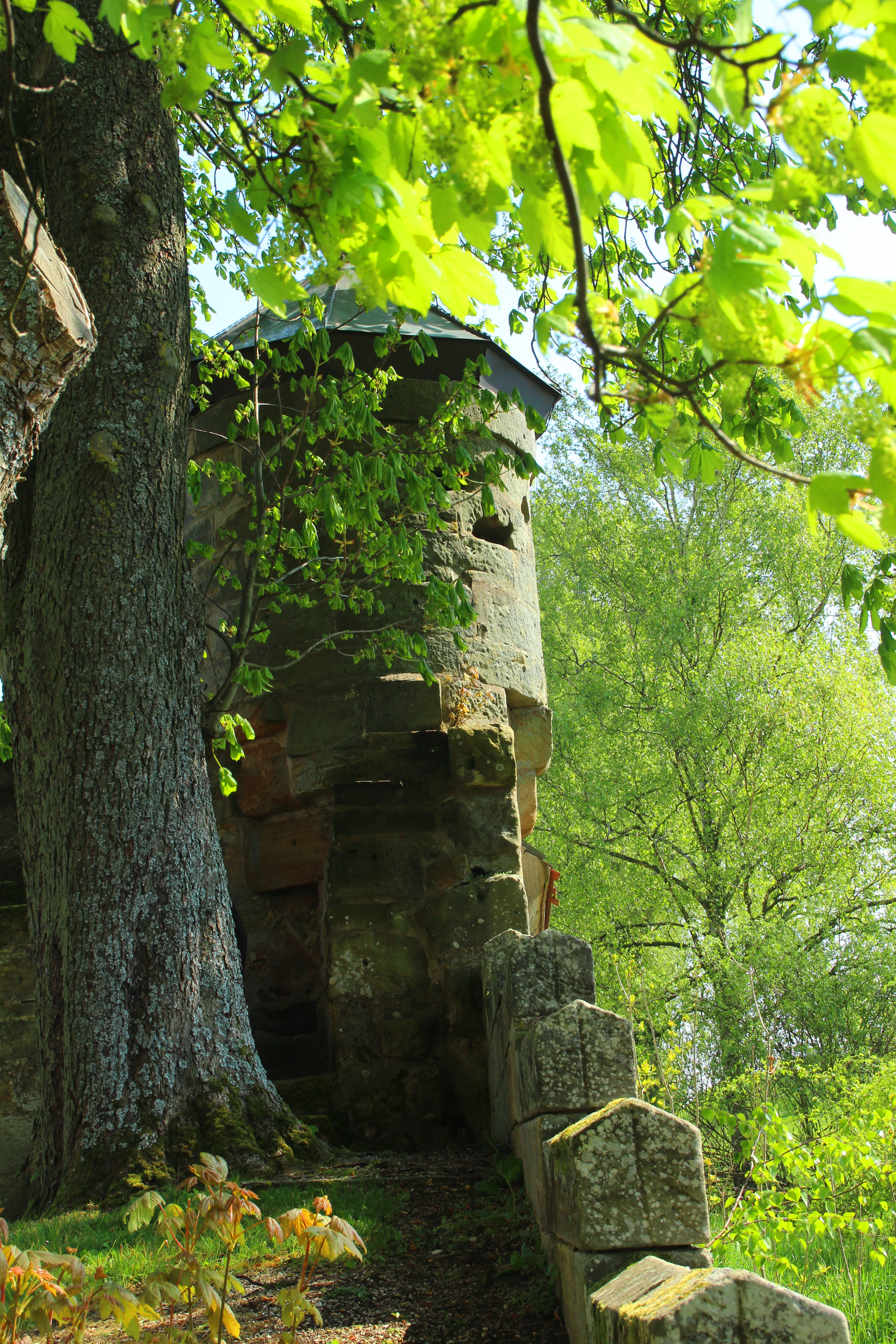
Wehrturm